# 新定郡
新定郡，中国唐朝时设置的郡。
天宝元年（742年）改睦州置，治所在建德县（今浙江省建德市）。辖境同睦州。下辖建德县（今浙江省建德市梅城镇）、分水县（今浙江省桐庐县分水镇）、还淳县（今浙江省淳安縣千島湖）、遂安县（今浙江省淳安县界首乡五狮岛南千岛湖中）、桐庐县（今浙江省桐庐县印渚镇）、寿昌县（今浙江省建德市寿昌镇）。乾元元年（758年）复为睦州。 
唐朝新定郡太守
- 卢同宰（742年）
- 张愿（744年）
- 韦南金（746年—749年）
- 李寀（750年）
- 张渐（750年）
- 张朏（751年）
- 郑济（752年）
- 冯临（753年）
- 卢涣（天宝年间）
- 李伯成（756年）
- 阎敬爱（757年）